# Stalag II-C
Le Stalag II-C était, durant la Seconde Guerre mondiale, un camp de concentration allemand pour prisonniers de guerre situé à Greifswald à proximité de Peenemünde. 5000 prisonniers de guerre y étaient directement détenus, principalement des prisonniers français, belges et russes. De nombreux Arbeitskommandos (detachements de travail) étaient disséminés dans la région pour réaliser des travaux dans les fermes ou soutenir l'effort de guerre allemand. Le camp est libéré en 1945 par l'Armée rouge.

## Organisation du camp
La petite ville de Greifswald est située en Poméranie, sur le rivage de la Baltique. Les Allemands y établissent dans une ancienne caserne de blindés, un camp pour prisonniers de guerre. Les prisonniers sont logés dans les garages qui comportent des lits à trois étages et comptent chacun 240 lits. Plus de 160 Arbeitskommandos sont rattachés au stalag II-C. Ils comptent de quelques prisonniers de guerre à plusieurs milliers, comme le Kommando 625 situé à Watenstadt qui comporte deux mille prisonniers servant de main d'œuvre à la fabrique de munition (usine Goering). Le camp s'était organisé et disposait d'un chef de camp, l'adjudant Freibourg, d'une personne de confiance, d'un service médical comportant une infirmerie et un service de dentisterie et même d'un théâtre et d'un orchestre qui ne fonctionnaient toutefois pas à la haute saison, lorsque les travaux dans les champs étaient trop importants. Les conditions de travail dans les kommandos pouvaient être sévères puisque les prisonniers pouvaient travailler jusqu'à 12 heures par jour, dimanche compris, et parfois davantage,.
En juillet 1942, un journal de camp est créé: "Entre camarades". Il est édité une fois par mois et comporte 12 feuillets abondamment illustrés.
Le 11 avril 1944, le camp essuie un bombardement qui fait 26 tués dans les rangs des prisonniers.
Le 30 avril 1945, l'Armée rouge pénètre dans le camp déserté par les troupes allemandes. Les prisonniers resteront détenus jusqu'au 2 mai avant de regagner leur pays par leurs propres moyens.
Le 2 mai 1945, l'amicale de camp du stalag II-C est créée, elle a son siège à Paris.

### Effectifs
En 1941, la croix Rouge dénombre 13 600 hommes dont 8 400 placés dans des Arbeitskommandos.
Le 25 septembre 1944, on dénombre 9 461 Français et 5 573 Belges (dont 384 directement internés au camp).